# Teatro dell'Affratellamento
Il Teatro dell'Affratellamento, in zona Ricorboli, è un teatro di Firenze.
La Società Ricreativa l'Affratellamento di Ricorboli nacque il 1º luglio 1876 ed è stato il primo nucleo della Camera dei lavoratori di Firenze (1892-93), il rapporto con la CGIL di Firenze è riportato anche nello Statuto fino al 1998. Edificò e prese sede in questo  teatro nell'immediata periferia sud-est di Firenze, poco distante dall'Arno. In seguito la società cambiò nome in Società di Mutuo Soccorso, il teatro mantenne il medesimo nome.
La sala teatrale subì gravissimi danni nell'alluvione di Firenze del 1966, ma si riuscì a riaprirla comunque alla fine degli anni sessanta, e divenne importante luogo di ricerca teatrale, al quale collaborarono personalità come Dario Fo, Giovanni Testori, Giancarlo Sepe, Gabriele Salvatores, Franco Parenti e Ugo Chiti, con la presenza di attori come Bruno Cirino, Manuela Kustermann, Giulio Brogi, Giorgio Albertazzi e Scilla Gabel, nonché la performer americana Laurie Anderson.Negli anni ottanta il teatro venne chiuso, perché non più a norma secondo le nuove leggi sui locali pubblici.
Grazie ai contributi di Regione Toscana, Comune di Firenze, Fondazione Monte dei Paschi, Unicoop Firenze e l'ARCI oltre un cospicuo autofinanziamento, sono stati eseguiti i necessari lavori di messa a norma (dal 2003), che ne avevano decretato una chiusura per inagibilità per circa 25 anni. Lo stanziamento totale è ammontato a circa 350.000 euro.
Il teatro è stato riaperto in occasione delle celebrazioni per il quarantennale dell'alluvione, il 16 novembre 2006. Opera per lo più come spazio polivalente, ospitando spettacoli di prosa, di teatro di ricerca, di musica, ma anche seminari, feste e corsi di danza.
La Società Ricreativa l'Affratellamento di Ricorboli dal 2004 è iscritta al Registro Regionale delle Associazioni di promozione sociale (L.R.T. 42/2002. Articolazione Città Metropolitana di Firenze). Dal 2019, recependo la normativa delle riforma del Terzo Settore, ha aggiornato il proprio Statuto divenendo Associazione di Promozione Sociale (A.P.S.).